# Вулкан (муніципальний район)
Графство Вулкан (англ. Vulcan County) — муніципальний район в Канаді, у провінції Альберта.

## Населення
За даними перепису 2016 року, муніципальний район нараховував 3984 жителів, показавши зростання на 2,8%, порівняно з 2011-м роком. Середня густина населення становила 0,7 осіб/км².
З офіційних мов обидвома одночасно володіли 55 жителів, тільки англійською — 3 770, а 140 — жодною з них. Усього 1,335 осіб вважали рідною мовою не одну з офіційних, з них 5 — українську.
Працездатне населення становило 67,6% усього населення, рівень безробіття — 4% (3,2% серед чоловіків та 4,9% серед жінок). 61,5% були найманими працівниками, 37,9% — самозайнятими.
Середній дохід на особу становив $48 019 (медіана $37 689), при цьому для чоловіків — $61 823, а для жінок $32 812 (медіани — $46 432 та $28 053 відповідно).
33,1% мешканців мали закінчену шкільну освіту, не мали закінченої шкільної освіти — 25%, 41,7% мали післяшкільну освіту, з яких 25,7% мали диплом бакалавра, або вищий.
| Статево-вікова структура населення | Статево-вікова структура населення | Статево-вікова структура населення | Статево-вікова структура населення | Статево-вікова структура населення |
| ---------------------------------- | ---------------------------------- | ---------------------------------- | ---------------------------------- | ---------------------------------- |
|                                    |                                    |                                    |                                    |                                    |
| Всього                             | Всього                             | 50,5%49,5%                         |                                    |                                    |
| 0 — 14 років                       | 0 — 14 років                       |                                    | 24,3%                              | 24,3%                              |
| 15 — 64 років                      | 15 — 64 років                      |                                    | 61,7%                              | 61,7%                              |
| 65 і більше                        | 65 і більше                        |                                    | 14%                                | 14%                                |
| 85 і більше                        | 85 і більше                        |                                    | 1,1%                               | 1,1%                               |
| Середній вік (років)               | Середній вік (років)               | 39,037,0                           | 38,0                               | 38,0                               |
| Медіана (років)                    | Медіана (років)                    | 39,636,6                           | 38,0                               | 38,0                               |
| — чоловіки — жінки                 |                                    |                                    |                                    |                                    |

| Походження мешканців:     | Походження мешканців:     | Походження мешканців: | Походження мешканців: | Походження мешканців: |
| ------------------------- | ------------------------- | --------------------- | --------------------- | --------------------- |
| Походження                |                           |                       | осіб                  | %                     |
| Корінні американці        | Корінні американці        |                       | 155                   | 5.07%                 |
| Інше північноамериканське | Інше північноамериканське |                       | 905                   | 29.62%                |
| Європейське               | Європейське               |                       | 2 565                 | 83.96%                |
| британське                | британське                |                       | 1 515                 | 49.59%                |
| французьке                | французьке                |                       | 225                   | 7.36%                 |
| українське                | українське                |                       | 105                   | 3.44%                 |
| Латинськоамериканське     | Латинськоамериканське     |                       | 215                   | 7.04%                 |
| Азійське                  | Азійське                  |                       | 25                    | 0.82%                 |
| Океанійське               | Океанійське               |                       | 20                    | 0.65%                 |

| Зайнятість населення за галузями (за класифікацією NOC): | Зайнятість населення за галузями (за класифікацією NOC): | Зайнятість населення за галузями (за класифікацією NOC): | Зайнятість населення за галузями (за класифікацією NOC): | Зайнятість населення за галузями (за класифікацією NOC): |
| -------------------------------------------------------- | -------------------------------------------------------- | -------------------------------------------------------- | -------------------------------------------------------- | -------------------------------------------------------- |
|                                                          |                                                          |                                                          |                                                          |                                                          |
| Управління                                               | Управління                                               |                                                          | 27,4%                                                    | 27,4%                                                    |
| Бізнес, фінанси та адміністрування                       | Бізнес, фінанси та адміністрування                       |                                                          | 10,2%                                                    | 10,2%                                                    |
| Природничі та прикладні науки                            | Природничі та прикладні науки                            |                                                          | 2,8%                                                     | 2,8%                                                     |
| Охорона здоров'я                                         | Охорона здоров'я                                         |                                                          | 5,2%                                                     | 5,2%                                                     |
| Освіта, правозахист, муніципальні та урядові служби      | Освіта, правозахист, муніципальні та урядові служби      |                                                          | 3,4%                                                     | 3,4%                                                     |
| Мистецтво, культура, відпочинок та спорт                 | Мистецтво, культура, відпочинок та спорт                 |                                                          | 0,6%                                                     | 0,6%                                                     |
| Роздрібна торгівля та послуги                            | Роздрібна торгівля та послуги                            |                                                          | 14,8%                                                    | 14,8%                                                    |
| Гуртова торгівля, транспорт та обладнання                | Гуртова торгівля, транспорт та обладнання                |                                                          | 13,8%                                                    | 13,8%                                                    |
| Природні ресурси, сільське господарство                  | Природні ресурси, сільське господарство                  |                                                          | 20,3%                                                    | 20,3%                                                    |
| Виробництво                                              | Виробництво                                              |                                                          | 2,2%                                                     | 2,2%                                                     |

## Населені пункти
До складу муніципального району входять містечко Вулкан, села Карменґей, Чемпіон, Ломонд, Майло, Ерроввуд, індіанська резервація Сіксіка 146, а також хутори, інші малі населені пункти та розосереджені поселення.

## Клімат
Середня річна температура становить 4,1°C, середня максимальна – 22,2°C, а середня мінімальна – -17,4°C. Середня річна кількість опадів – 416 мм.
| Клімат поселення                              | Клімат поселення | Клімат поселення | Клімат поселення | Клімат поселення | Клімат поселення | Клімат поселення | Клімат поселення | Клімат поселення | Клімат поселення | Клімат поселення | Клімат поселення | Клімат поселення | Клімат поселення |
| Показник                                      | Січ.             | Лют.             | Бер.             | Квіт.            | Трав.            | Черв.            | Лип.             | Серп.            | Вер.             | Жовт.            | Лист.            | Груд.            |                  |
| Середній максимум, °C                         | −3,34            | 0,60             | 5,05             | 11,61            | 17,39            | 21,36            | 22,23            | 22,12            | 17,12            | 11,36            | 2,82             | −2,14            |                  |
| Середня температура, °C                       | −10,36           | −6,4             | −1,96            | 4,60             | 10,37            | 14,34            | 16,38            | 16,25            | 11,24            | 5,48             | −3,06            | −8               |                  |
| Середній мінімум, °C                          | −17,38           | −13,42           | −8,97            | −2,42            | 3,35             | 7,33             | 10,50            | 10,39            | 5,38             | −0,39            | −8,92            | −13,87           |                  |
| Норма опадів, мм                              | 14               | 14               | 23               | 28               | 61               | 84               | 53               | 45               | 45               | 18               | 16               | 15               |                  |
| Середньомісячна швидкість вітру, м/с          | 4.30             | 3.90             | 4.30             | 4.39             | 4.30             | 4.00             | 3.50             | 3.40             | 3.80             | 4.29             | 4.46             | 4.21             |                  |
| Середньомісячна сонячна радіація, кДж/м²·день | 4234             | 7650             | 12848            | 17227            | 20691            | 22017            | 23434            | 19973            | 14156            | 8519             | 4500             | 3316             |                  |
| --------------------------------------------- | ---------------- | ---------------- | ---------------- | ---------------- | ---------------- | ---------------- | ---------------- | ---------------- | ---------------- | ---------------- | ---------------- | ---------------- | ---------------- |
| Джерело:                                      |                  |                  |                  |                  |                  |                  |                  |                  |                  |                  |                  |                  |                  |